# Ilia Wekua
Ilia Wekua (georgisch ილია ვეკუა; russisch Илья Нестерович Ве́куа; englische Transkription Ilia Vekua; *  6. Mai  1907 in Schescheleti, Distrikt Otschamtschira, Abchasien; † 2. Dezember 1977 in Tiflis) war ein sowjetisch-georgischer Mathematiker.
Er befasste sich vor allem mit partiellen Differentialgleichungen, singulären Integralgleichungen, verallgemeinerten analytischen Funktionen und der mathematischen Theorie elastischer Schalen.

## Leben
Ilia Wekua wurde 1907 im Dorf Schescheleti im heutigen Abchasien geboren. Er studierte ab 1925 an der Staatlichen Universität Tiflis, wo er 1930 seinen Abschluss machte. Danach ging er nach Leningrad zur Fortsetzung seines Studiums bei Alexei Krylow.

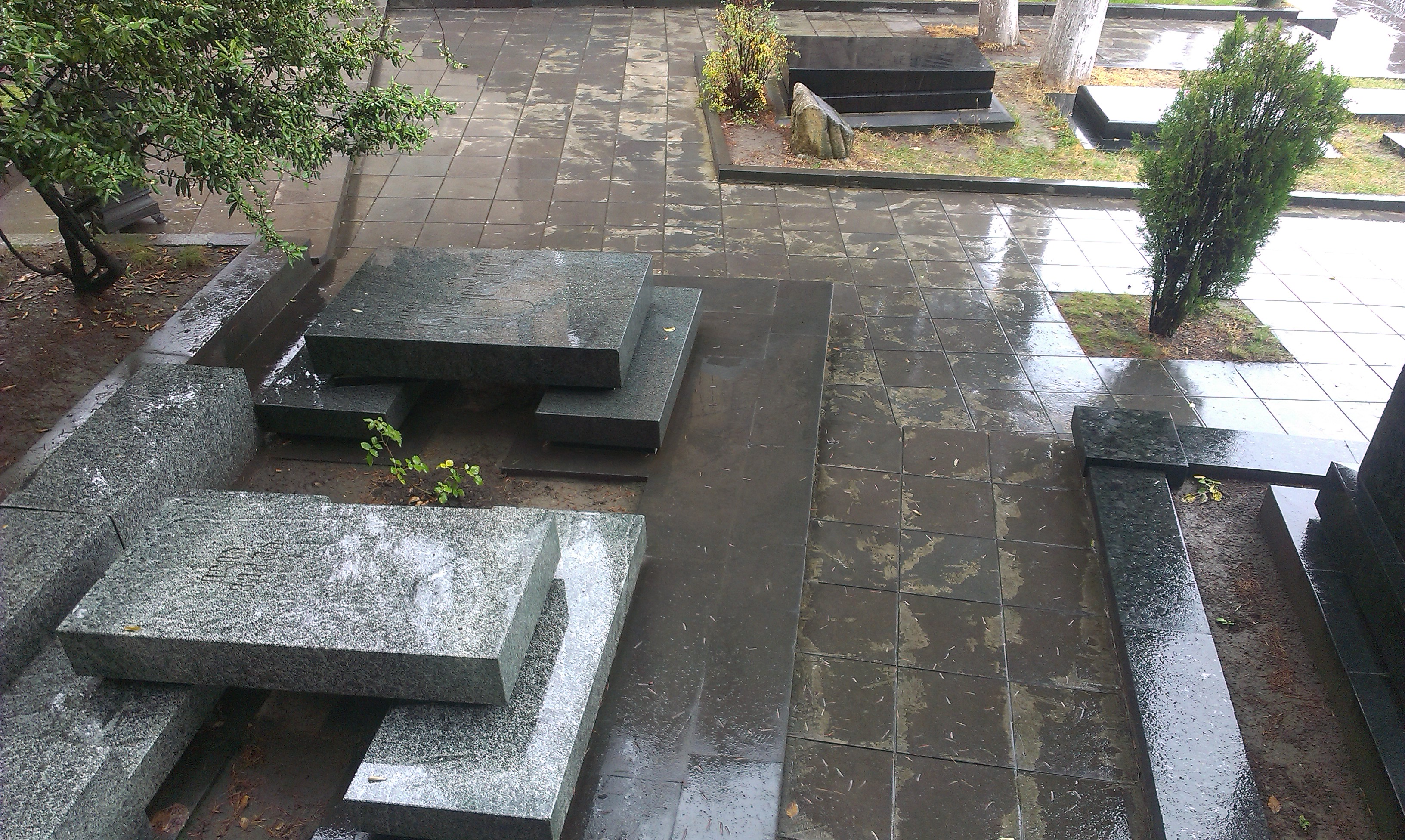
Grab im Pantheon am Mtazminda in Tiflis.

Ab 1933 war er wieder in Tiflis bei Nikolos Muschelischwili, promovierte dort 1937 zum Kandidaten und wurde nach der Habilitation (russischer Doktorgrad) 1940 Professor. Von 1936 bis 1938 war er Direktor der theoretischen Abteilung des Geophysik-Instituts des georgischen Teils der Sowjetischen Akademie der Wissenschaften. Ab 1951 war er wieder in Moskau, wo er 1951/52 Abteilungsleiter im Zentralen Aerodynamik-Institut war, 1952/53 stellvertretender Leiter des Instituts für Präzisionsmechanik und Rechenmaschinen der Akademie der Wissenschaften und 1954 bis 1959 stellvertretender Direktor des Steklow-Instituts war. Von 1959 bis 1964 amtierte er als erster Rektor der Staatlichen Universität Nowosibirsk. Danach war er wieder in Tiflis, wo er 1968 Direktor des Instituts für Angewandte Mathematik wurde, das heute nach ihm benannt ist.
Nach seinem Tode wurde er auf dem Pantheon am Berg Mtazminda in Tiflis beigesetzt.

## Auszeichnungen
1964/65 war er Vizepräsident und von 1972 bis 1977 Präsident der georgischen Akademie der Wissenschaften, deren korrespondierendes Mitglied er seit 1944, deren volles Mitglied er ab 1946 und deren Sekretär er von 1947 bis 1951 war. 1946 wurde er außerdem korrespondierendes und 1958 volles Mitglied der Sowjetischen Akademie der Wissenschaften. 1969 wurde er Held der sozialistischen Arbeit, 1950 erhielt er den Stalinpreis, 1963 den Leninpreis, 1975 den Leninorden und 1984 den Staatspreis der UdSSR. Im Jahr 1968 wurde er Mitglied der Leopoldina und 1969 Ehrendoktor der Universität Halle sowie Ehrensenator der Universität Jena. Ab 1968 war er korrespondierendes und ab 1969 auswärtiges Mitglied der Deutschen Akademie der Wissenschaften zu Berlin. 1976 wurde er auswärtiges Mitglied der Sizilianischen Akademie der Wissenschaften. 1962 hielt er einen Vortrag auf dem Internationalen Mathematikerkongress in Stockholm (Compactness of families of solutions of elliptic differential equations).

## Schriften
- Systeme von Differentialgleichungen erster Ordnung vom elliptischen Typus und Randwertaufgaben mit einer Anwendung in der Theorie der Schalen, Deutscher Verlag der Wissenschaften, Berlin 1956
- Verallgemeinerte analytische Funktionen, Akademie Verlag, Berlin 1963 (russische Ausgabe 1959, 2. Auflage 1988, englische Ausgabe Pergamon Press, Oxford 1962)
- New methods for solving elliptic equations, North Holland 1967 (russische Ausgabe 1948)
- Shell theory: general methods of construction, Pitman, 1985